# Пам'ятки історії Старосинявського району
У Старосинявському районі Хмельницької області згідно з даними управління культури, туризму і курортів Хмельницької облдержадміністрації перебуває 28 пам'яток історії. Серед них дві пам'ятки — національного значення, що пов'язані з перемогою військ гетьмана України Б. Хмельницького над польсько-шляхетською армією, решта пам'яток увічнюють події радянсько-німецької війни.
| № пп | Охорон. номер | Найменування                                                                                | Місцезнаходження                                           | Рік встановлення | Автор                         |
| ---- | ------------- | ------------------------------------------------------------------------------------------- | ---------------------------------------------------------- | ---------------- | ----------------------------- |
| 1    | 1210          | Братська могила радянських воїнів і партизан                                                | смт Стара Синява вул. Грушевського, 61                     | 1970 заміна      | № 66 від 11.03.1972           |
| 2    | 1225          | Пам'ятний знак на честь воїнів-земляків                                                     | смт Стара Синява, вул. Заводська, 102                      | 1967 заміна 1982 | № 66 від 11.03.1972           |
| 3    | 2339          | Братська могила жертв фашизму                                                               | смт Стара Синява, 1,5 км на північний схід від цукрозаводу | 1950 заміна      | № 34 від 21.02.1990           |
| 4    | 1212          | Пам'ятний знак на честь воїнів-односельців                                                  | с. Адампіль                                                | 1969             | № 66 від 11.03.1972           |
| 5    | 1213          | Пам'ятний знак на честь воїнів-односельців                                                  | с. Бабине                                                  | 1967             | Кам'янець-Подільський ЗБК     |
| 6    | 1214          | Пам'ятний знак на честь воїнів-односельців                                                  | с. Буглаї                                                  | 1970             | місцеві майстри               |
| 7    | 1215          | Пам'ятний знак на честь воїнів-односельців                                                  | с. Дашківці                                                | 1966             | місцеві майстри               |
| 8    | 2341          | Пам'ятний знак на честь воїнів-односельців                                                  | с. Дубова                                                  | 1985             | Київське ХВО «Художник»       |
| 9    | 1216          | Пам'ятний знак на честь воїнів-односельців                                                  | с. Залісся                                                 | 1968             | місцеві майстри               |
| 10   | 1217          | Пам'ятний знак на честь воїнів-односельців                                                  | с. Іванківці                                               | 1967 заміна 1990 | місцеві майстри               |
| 11   | 1892          | Могила Героя Радянського Союзу А. П. Сидоришина                                             | с. Йосипівка                                               | 1950 заміна      | місцеві майстри               |
| 12   | 1218          | Меморіальний комплекс: Пам'ятний знак на честь воїнів-односельців. Могила радянського воїна | с. Лисанівці                                               | 1967             | Львівська КСФ місцеві майстри |
| 13   | 1219          | Пам'ятний знак на честь воїнів-односельців                                                  | с. Мшанець                                                 | 1967             | Житомирські ХВМ               |
| 14   | 1920          | Пам'ятний знак на честь воїнів-односельців                                                  | с. Нова Синявка                                            | 1968             | місцеві майстри               |
| 15   | 1222          | Пам'ятний знак на честь воїнів-односельців                                                  | с. Паньківці                                               | 1956             | Львівська КСФ                 |
| 16   | 1223          | Пам'ятний знак на честь воїнів-односельців                                                  | с. Паплинці                                                | 1968             | Львівська КСФ                 |
| 17   | 1887          | Пам'ятний знак на честь воїнів-односельців                                                  | с. Пасічна                                                 | 1985             | Львівська КСФ                 |
| 18   | 1209          | Братська могила радянських воїнів                                                           | с. Пасічна                                                 | 1959             | Львівська КСФ                 |
| 19   | 220015-Н      | Місце розгрому польсько-шляхетської армії військами гетьмана України Б. Хмельницького       | с. Пилява                                                  | 1954 заміна      | Львівська КСФ                 |
| 20   | 220016-Н      | с. Пилява                                                                                   | 1954 заміна 1967                                           | Хмельницькі ХВМ  |                               |
| 21   | 1224          | Пам'ятний знак на честь воїнів-односельців                                                  | с. Пилява                                                  | 1965             | місцеві майстри               |
| 22   | 1226          | Пам'ятний знак на честь воїнів-односельців та спаленого фашистськими окупантами села        | с. Сьомаки                                                 | 1975             | Львівська КСФ                 |
| 23   | 1227          | Пам'ятний знак на честь воїнів-односельців                                                  | с. Уласово-Русанівка                                       | 1968             | Хмельницька будівельна колона |
| 24   | 1896          | Приміщення школи, де навчався Герой Радянського Союзу М. С. Мончак                          | с. Харківці                                                | 1979             | Хмельницькі ХВМ               |
| 25   | 1228          | Пам'ятний знак на честь воїнів-односельців                                                  | с. Харківці                                                | 1966             | Львівська КСФ                 |
| 26   | 1229          | Пам'ятний знак на честь воїнів-односельців                                                  | с. Цимбалівка                                              | 1967 заміна 1989 | місцеві майстри               |
| 27   | 2344          | Пам'ятний знак на честь воїнів-односельців                                                  | с. Щербані                                                 | 1979             | місцеві майстри               |
| 28   | 1230          | Пам'ятний знак на честь воїнів-односельців                                                  | с. Яблунівка                                               | 1966 заміна 1990 | місцеві майстри               |
|      |               |                                                                                             |                                                            |                  |                               |